# Najtyczanka
Najtyczanka, nejtyczanka (od niem. Neu-Titschein) – rodzaj niedużej bryczki używanej w przeszłości głównie na terenach wiejskich.
Był to czterokołowy pojazd konny, często resorowany, podwyższony z tyłu, z przednim kozłem i wyplatanym nadwoziem (wasągiem), nierzadko wewnątrz wyściełanym i z ochronnymi fartuchami, niekiedy też wyposażonym w budę. W Polsce używano go zwłaszcza na Kresach Wschodnich  w XIX wieku i na początku XX wieku.
Określenie pochodzi od fonetycznie zniekształconej niemieckiej nazwy czeskiego miasta Nowy Jiczyn (Nový Jičín), w którym owe pojazdy wytwarzano. Ludwik Pietrusiński, wzmiankując Nowy Jiczyn w swych pamiętnikach, pisał: To jest ojczyzna znanych i w Warszawie najtyczanek.